# Olonka
L''Olonka (in russo Олонка?, nel corso superiore Kuikkajoki; antico nome finlandese: Uuksunjoki) è un fiume della Russia tributario del  lago Ladoga. Scorre nell'Oloneckij rajon della Carelia.
Il fiume ha origine dal lago Utozero ad un'altezza di circa 70 m e scorre in direzione meridionale. Vicino alla confluenza dell'affluente Megrega, dove si trova la città di Olonec che attraversa, il fiume gira in direzione ovest fino a sfociare nel lago Ladoga. Ha una lunghezza di 87 km e il suo bacino è di 2 620 km².